# Agapetes saligna
Agapetes saligna là một loài thực vật có hoa trong họ Thạch nam. Loài này được (Hook.f.) Benth. & Hook.f. mô tả khoa học đầu tiên năm 1876.